# Pelliciera rhizophoreae
Pelliciera es un género monotípico perteneciente a la familia Tetrameristaceae, anteriormente en su propia familia Pellicieraceae. Su única especie: Pelliciera rhizophorae son  árboles originarios de Centroamérica desde Honduras a Ecuador.

## Descripción
Son árboles generalmente siempreverdes; plantas hermafroditas. Hojas alternas, simples, nervadura pinnada, nervios secundarios inconspicuos; sin estípulas. Flores solitarias, axilares (de apariencia terminal), regulares, cada una abrazada por 2 bractéolas; sépalos 5, libres, imbricados, caducos; pétalos 5, libres, imbricados; estambres 5, libres, alternos con los pétalos, adpresos en las ranuras del ovario, anteras abriéndose longitudinalmente, conectivo prolongado; ovario súpero, con 2 carpelos unidos, 2-locular, placentación axial, 1 óvulo por lóculo (uno de ellos vacío), un estilo con estigma punctiforme. Fruto seco y coriáceo, indehiscente con 1 lóculo y 1 semilla.

## Distribución y hábitat
Es una especie de manglar de la costa atlántica de Honduras  y la costa pacífica desde Costa Rica hasta Ecuador. En la Flora de Panamá fue tratada como parte de Theaceae; Thorne la considera como una subfamilia y Dahlgren también la trata como un miembro de esa familia.
Caribe colombiano

## Taxonomía
Pelliciera rhizophorae fue descrita por Planch. & Triana y publicado en Annales des Sciences Naturelles; Botanique, série 4 17: 381–382. 1862.